# 合作电子游戏

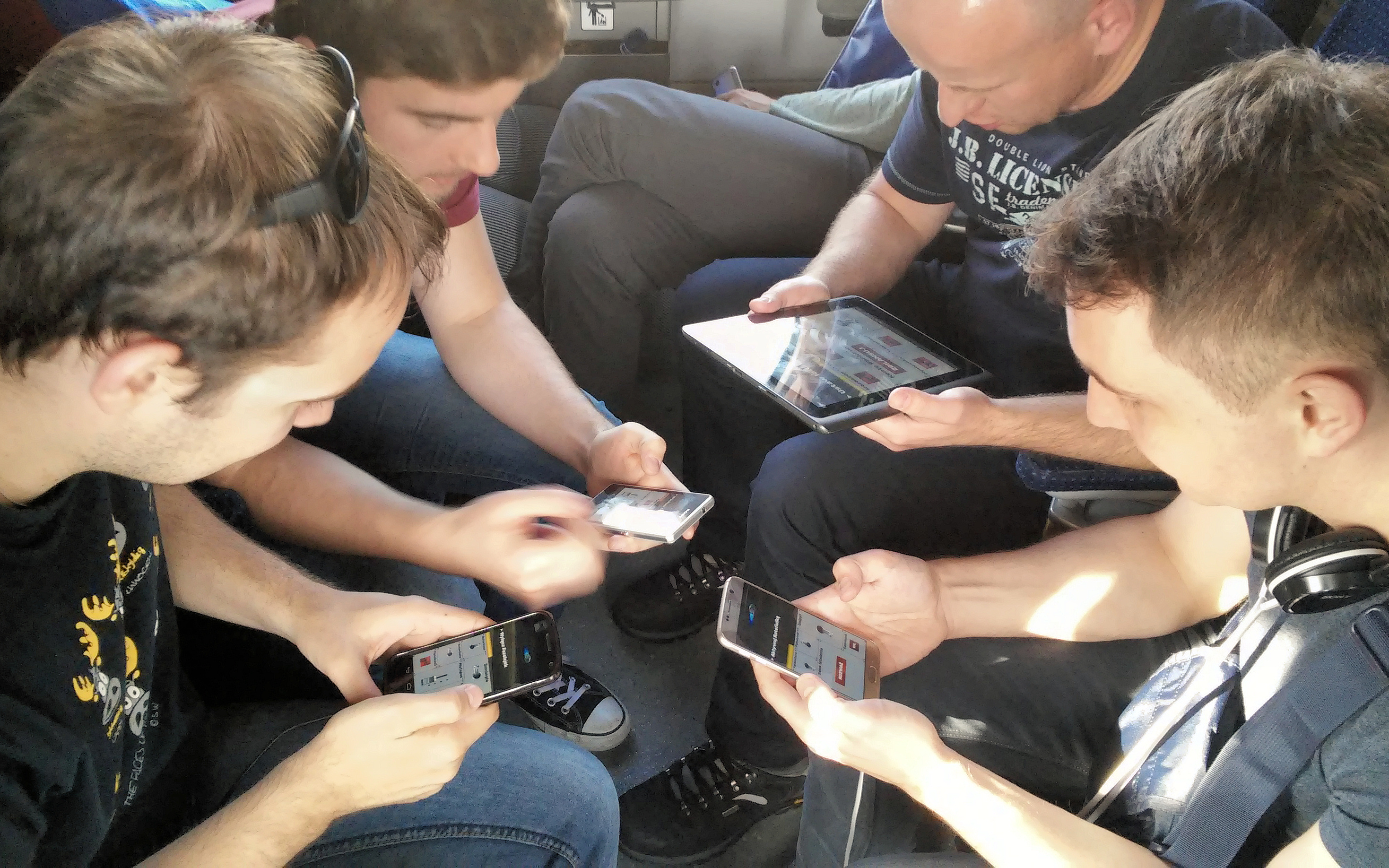
一個隊伍正在遊玩合作遊戲

合作游戏模式（常简称合作模式，co-op）是电子游戏中，让玩家与队友合作，一同击败一名或数名AI对手的功能。这和玩家对战或死亡竞赛等多人竞争模式有别。同时游戏允许玩家以多种方式互相协助：传递武器或道具、治愈、战斗中火力掩护、以及向上托举队友越过障碍等协作机动。
在大多数简单构成中，合作模式简单修改自单人模式，允许增加玩家并以提升难度水平作为补偿。然而也有更复杂的例子，这会更大幅度修改故事和游戏性。一些合作游戏当以合作模式完成游戏是会出现新结局。这新结局仅在玩家以组队形式完成游戏时解锁。比如《泡泡龙》有个结局只有在合作模式中两玩家存活才能看到，类似的还有《双截龙》、《怒之铁拳》、《快打刑事》等一些游戏机beat 'em up游戏。
合作游戏可以在本地——玩家共享输入设备在一台主机上连接多控制器——和网络上操作，合作玩家通过局域网或广域网加入游戏服务器上的游戏。因为游戏编码的复杂性，合作游戏很少允许网络玩家和本地玩家混合。但也有例外，比如《马里奥赛车Wii》和《使命召唤：黑色行动》，允许一台机器上的两个玩家与网络上其他玩家游戏。
随着控制器与网络技术的发展，合作游戏在近年电子游戏中逐渐普及。在PC和游戏机上，合作游戏越来越常见，许多类型的游戏——包括射击游戏、体育类游戏、即时战略游戏和大型多人在线游戏——都有了合作模式。
合作游戏还以单人游戏形式存在，玩家与合作者分先后完成游戏来完成目标。

## 脚注
1. ↑  Kuchera, Ben. . Arstechnica.com. 2009-01-28  [2011-05-31]. （原始内容存档于2011-06-07）.